# Barzan (Irak)
Barzan (arabski i kurdyjski: بارزان‬)– miasto w północnym Iraku, znajdujące się na terenie Kurdystanu. W Barzanie urodzili się Ahmed Barzani – założyciel rodu Barzanich oraz kurdyjski przywódca – Mustafa Barzani.